# 菲利浦·約丹
菲利普·约尔丹（德語：Philippe Jordan，1974年10月18日—）是一名瑞士指揮家和钢琴家，生于瑞士苏黎世。

## 生平
出生於音樂戲劇世家，父親是瑞士知名指揮阿明·約丹，母親是愛爾蘭籍芭蕾舞者，妹妹是話劇演員兼編舞家。菲利浦自小在瑞士德語區長大（故稱呼其姓為德文發音之：約丹），由於父母的關係，其有德語、法語、英語三種母語，其後，為了發展音樂職業生涯，開始兼善義大利語和俄語。六歲開始學習鋼琴，八歲時進入蘇黎世少年合唱團，不久便於蘇黎世歌劇院製作之莫扎特歌劇《魔笛》中，演唱小天使一角；十一歲開始學習小提琴，隨後進入蘇黎世音樂学院，學習樂器演奏和理論作曲，並先後拿下鋼琴及指揮的雙文憑。
1994年開始他的指揮生涯，先於巴黎擔任杰弗里·泰特的指揮助理，演出華格納歌劇《尼貝龍根指環》，然後，於德國烏姆劇院擔任常任指揮，1998年受丹尼爾·巴倫波因之邀，轉往柏林国立歌剧院，擔任其助理。並於2001年，被奧地利格拉茲歌劇院（Opernhaus Graz）聘請為音樂總監（GMD），成為歐洲歷年來最年輕之音樂總監。2007年起，獲邀出任柏林國家歌劇院的第一客席指揮（Princeple Guest Conductor）。
2009年起，接任巴黎國家歌劇院音樂總監（加尼葉劇院與巴士底歌劇院）、2014年起同時兼任維也納交響樂團音樂總監。

## 曲目與經歷
菲利浦·約丹可謂新生代最受矚目之歌劇指揮之一，其專長曲目除莫札特歌劇外，亦專精威爾第、普契尼、華格納和理察·史特勞斯，除此之外，他處理二十世紀新音樂的精湛亦廣受好評。自2000年來，他快速成為國際各大歌劇院的新寵，維也納國家歌劇院（2000年），德累斯顿國家歌劇院（2001年），紐約大都會歌劇院（2002年），倫敦皇家歌劇院（2003年），慕尼黑國家歌劇院（2004年），巴黎巴士底歌劇院（2004年），薩爾茲堡音樂節（2004年）、蘇黎世音樂節（2006年）、日本太平洋音樂節（2007年）、巴登巴登音樂節（2008年）、拜魯特音樂節（2012年）等等。
音樂會方面，於2004年初，受柏林愛樂之邀，擔任客席指揮發表音樂會（2004年1月14日），繼柏林愛樂之後，並先後與維也納愛樂（2005年1月23日）與紐約愛樂（2006年12月6日）合作演出。
除了歌劇和管絃樂音樂會演出之外，菲利浦·約丹 亦擔任藝術歌曲的鋼琴伴奏，並常參與一些室內樂的演出（演奏鋼琴）。

### 重要歌劇演出
- 德勒斯登歌劇院：普契尼《托斯卡》（2000）；理察·史特勞斯《納克索島上的雅麗安娜》（2004）
- 格拉茲歌劇院：柴可夫斯基《尤金·奧尼琴》（2001）；布瑞頓《螺絲釘之轉》（2003）；威爾第《奧泰羅》（2004）
- 維也納國家歌劇院：馬斯內《維特》（2005）；威爾第《唐卡羅》（2006）；理查·史特勞斯 《綺想曲》（2008）
- 英國皇家柯芬園歌劇院：聖桑《参孫與達麗拉》；普契尼《波希米亞人》（2006）；理察·史特勞斯《莎樂美》（2008）
- 慕尼黑國家歌劇院：華格納《帕西法爾》（2004）
- 薩爾茲堡音樂節：莫札特《女人皆如此》（2004）
- 巴黎巴士底歌劇院：理察·史特勞斯《納克索島上的雅麗安娜》（2004）、《玫瑰騎士》（2006）
- 柏林國家歌劇院：漢徹《給青年戀人的輓歌》（2005）；莫札特《狄多王的仁慈》（2007）；威爾第 《假面舞會》（2008）
- 美國大都會歌劇院：比才《卡門》；莫札特《唐·喬望尼》；小約翰·史特勞斯《蝙蝠》
- 蘇黎世音樂節：楊納傑克《馬可布羅斯密件》（2006）
- 日本太平洋音樂節：H. Willi《我是》（本作品之亞洲地區首演）（2007）
- 巴登巴登音樂節：華格納《唐懷瑟》（2008）
- 蘇黎世歌劇院：布梭尼《浮士德博士》（2006）；華格納《尼貝龍根指環》（2008））；華格納《紐倫堡的名歌手》（2010）
- 拜魯特音樂節：華格納《帕西法爾》（2012）

### 新音樂演出（1950年以後之作品）
- 2001年：皮埃尔·布莱兹，...explosante-fixe...originel（1991/1993 版）
- 2004年：阿沃·帕特，Cantus in memory of Benjamin Britten（1980）
- 2005年：汉斯·维尔纳·亨策，歌劇《給青年戀人的輓歌》（1960）
- 2007年：库塔格·捷尔吉，Stele（1993）
- 2007年：赫伯特·威利（英语：Herbert Willi），Ego eimi（2005/2006）

### 已有之錄音錄影
- 比才《卡門》（2002年，英國Glyndebourne音樂節實況錄影）（DVD）
- 普契尼《波希米亞人》（2001年，柏林國家歌劇院實況錄影）ARTE 轉播
- 馬斯內《維特》（2005年，維也納國家歌劇院首演實況錄影）（DVD）
- 布梭尼《浮士德》（2006年，蘇黎世歌劇院首演實況錄影）（DVD）

## 外部連結
- 菲利浦·約丹官網（英文）（页面存档备份，存于）
- 2007年紐約愛樂演出前專訪（英文視頻）

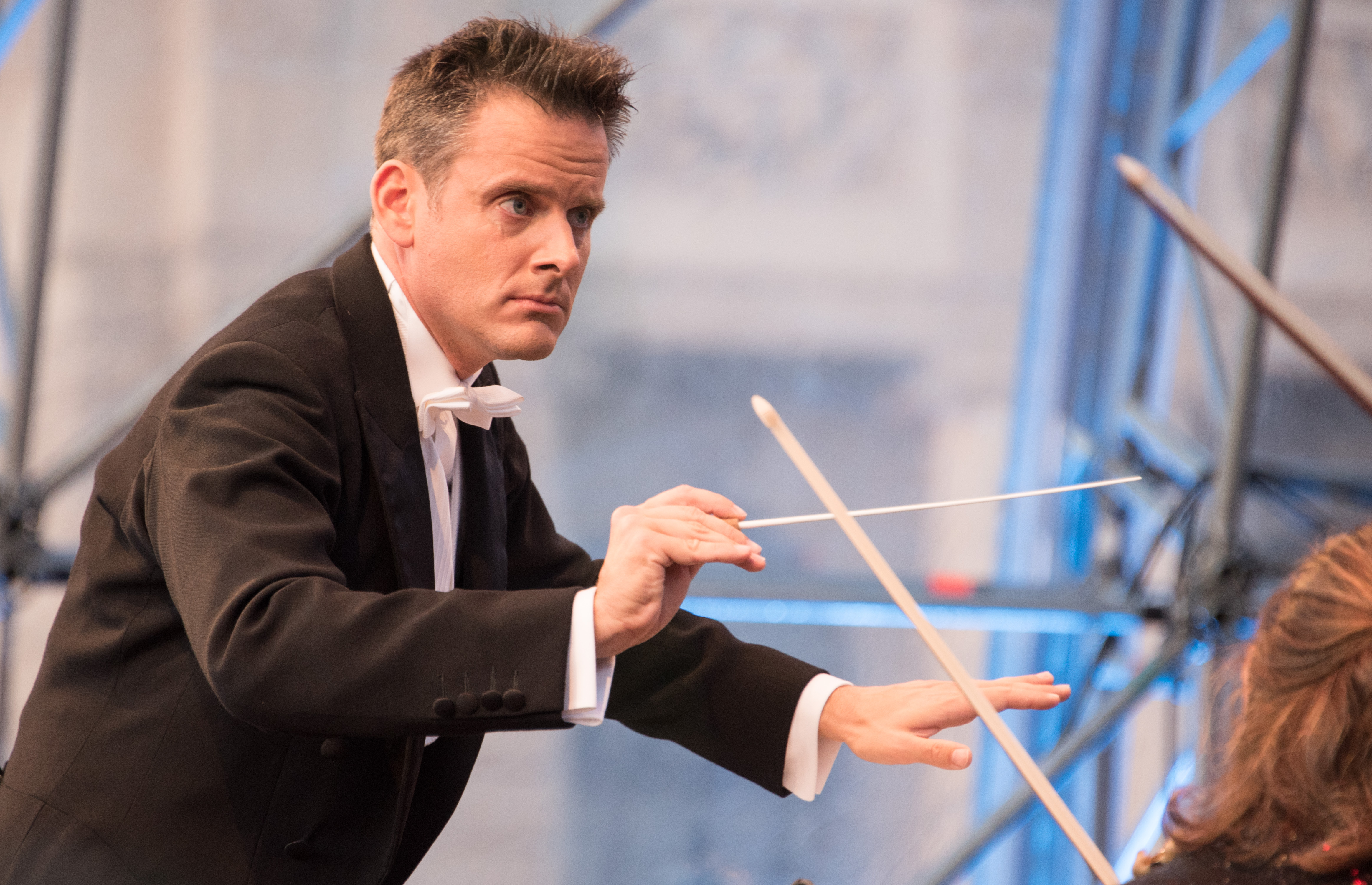
菲利普·约尔丹，2015年

- 2007年 Philippe Jordan 太平洋音樂節行前專訪（中文）